# Arthur Dowers
Arthur Lawrence Dowers (Trinidad, 26 mei 1965) is een Arubaans politicus. Sedert 2017 is hij statenlid namens de Arubaanse Volkspartij (AVP). In het eerste kabinet Mike Eman was hij de vijfde minister van Justitie van Aruba en tevens minister van Onderwijs. In het tweede kabinet Mike Eman bleef hij aan als minister van Justitie en Verslavingszorg.
Dowers studeerde aan de Universiteit Maastricht. Daarna was hij werkzaam in de gezondheidszorg op Aruba. Vanaf 2005 tot zijn ministerschap was Dowers statenlid en na zijn ministerschap keerde hij in 2017 terug als statenlid voor de oppositie.
Dowers is getrouwd en heeft drie kinderen.